# Оскода (Мічиган)
Оскода (англ. Oscoda) — переписна місцевість (CDP) в США, в окрузі Айоско штату Мічиган. Населення — 916 осіб (2020).

## Географія
Оскода розташована за координатами 44°25′27″ пн. ш. 83°19′56″ зх. д. / 44.42417° пн. ш. 83.33222° зх. д. (44.424111, -83.332234).  За даними Бюро перепису населення США в 2010 році переписна місцевість мала площу 2,46 км², з яких 2,25 км² — суходіл та 0,20 км² — водойми.

## Демографія
Згідно з переписом 2010 року, у переписній місцевості мешкали 903 особи в 421 домогосподарстві у складі 231 родини. Густота населення становила 368 осіб/км².  Було 579 помешкань (236/км²).
Расовий склад населення:
| - 93,0 % — білих - 1,8 % — чорних або афроамериканців - 1,3 % — азіатів - 0,7 % — вихідців з тихоокеанських островів - 0,6 % — корінних американців |

До двох чи більше рас належало 2,3 %. Частка іспаномовних становила 2,8 % від усіх жителів.
За віковим діапазоном населення розподілялося таким чином: 20,7 % — особи молодші 18 років, 55,9 % — особи у віці 18—64 років, 23,4 % — особи у віці 65 років та старші. Медіана віку мешканця становила 46,7 року. На 100 осіб жіночої статі у переписній місцевості припадало 90,1 чоловіків;  на 100 жінок у віці від 18 років та старших — 88,4 чоловіків також старших 18 років.
Середній дохід на одне домашнє господарство  становив 52 870 доларів США (медіана — 32 700), а середній дохід на одну сім'ю — 69 388 доларів (медіана — 48 681). Медіана доходів становила 35 313 долари для чоловіків та 49 750 доларів для жінок. За межею бідності перебувало 20,3 % осіб, у тому числі 12,9 % дітей у віці до 18 років та 12,3 % осіб у віці 65 років та старших.
Цивільне працевлаштоване населення становило 263 особи. Основні галузі зайнятості: освіта, охорона здоров'я та соціальна допомога — 37,6 %, науковці, спеціалісти, менеджери — 20,2 %, виробництво — 19,4 %.